# Korocko (wieś)
Korocko (ros. Короцко) – wieś (dieriewnia) w Rosji, w obwodzie nowogrodzkim, w rejonie wałdajskim. W 2010 liczyła 17 mieszkańców.